# SOR NS 12

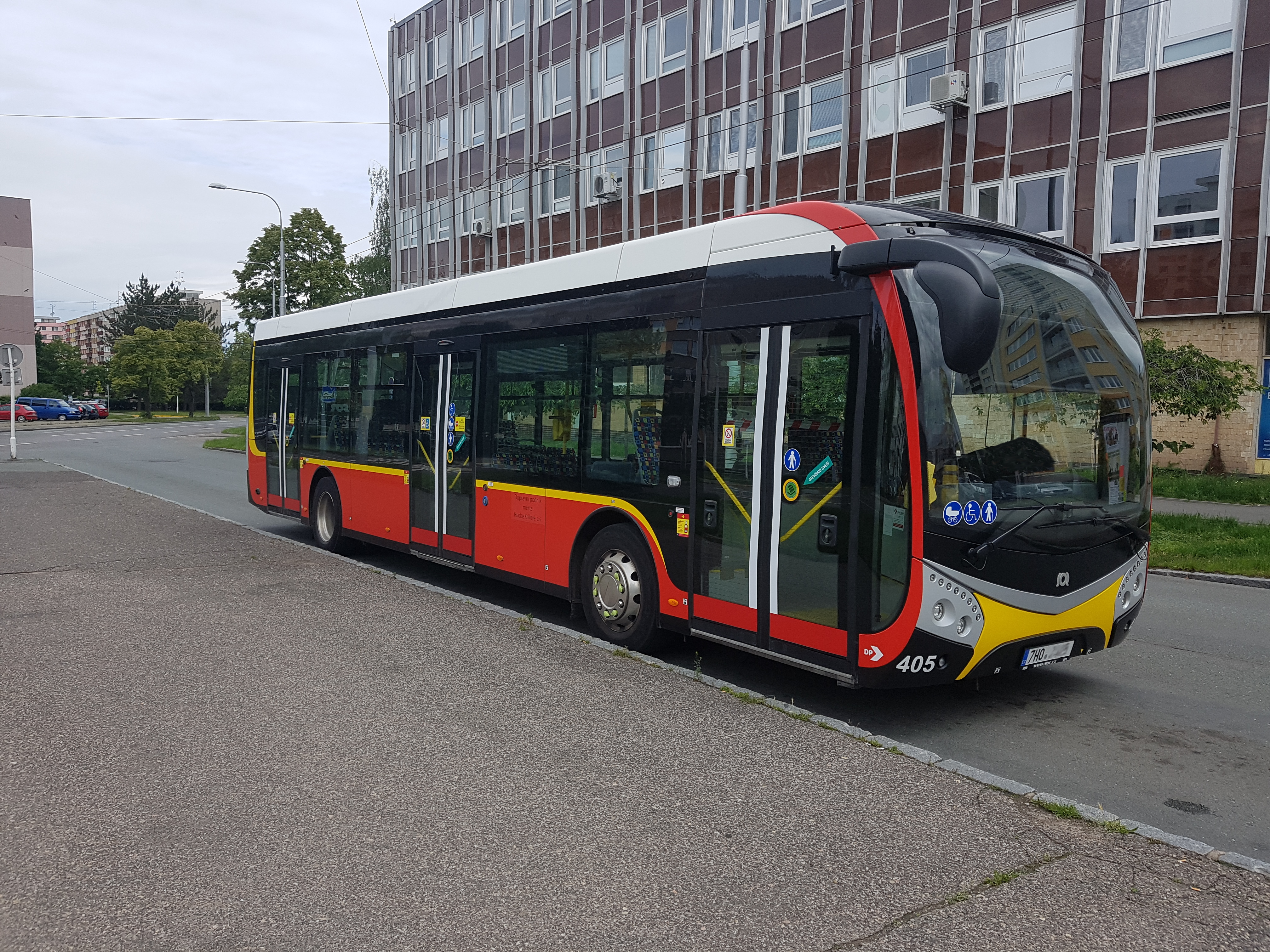
SOR NS 12 electric v Hradci Králové

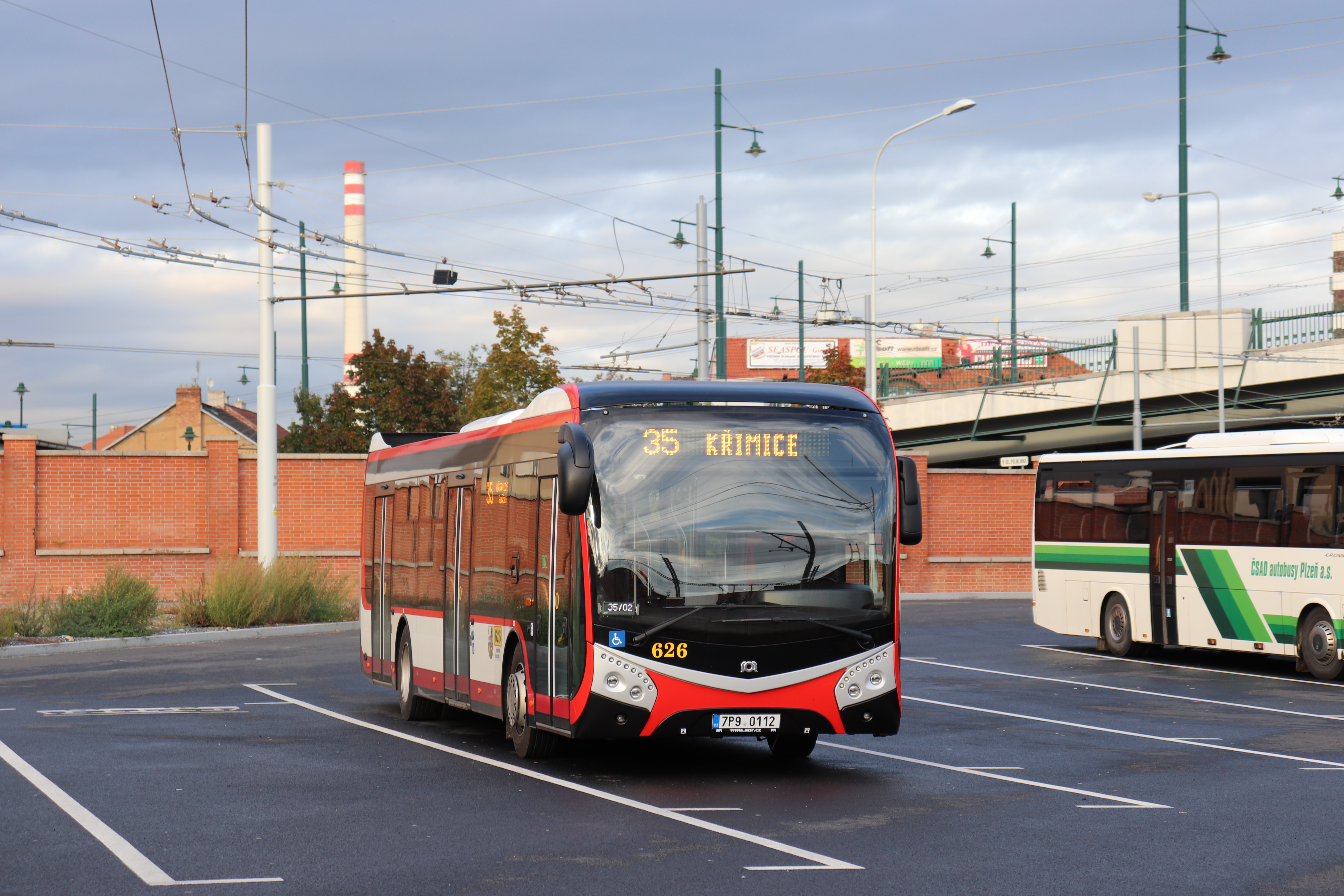
Dieselový SOR NS 12 v Plzni

SOR NS 12 je typ českého městského nízkopodlažního autobusu vyráběného od roku 2016 společností SOR Libchavy. Je nástupcem modelu SOR NB 12. Autorem jeho designu je Patrik Kotas. Produkován je v dieselové verzi, CNG verzi (NSG 12) i jako elektrobus (NS 12 electric), existuje také vodíková verze NSF 12 a kloubová varianta NS 18. Karoserie NS 12 jsou využívány pro výrobu trolejbusů SOR TNS 12 a Škoda 32Tr.

## Konstrukce
SOR NS 12 je plně nízkopodlažní dvounápravový autobus o délce 12 000 mm. Šířka vozidla činí 2 550 mm. Vstup do vozu umožňují troje dvoukřídlé dveře o šířce 1,2 m, podlaha se nachází ve výši 340 mm nad vozovkou. Na přání zákazníka může být vybaven klimatizací. Maximální rychlost vozu je 80 km/h.

## Výroba a provoz

### Dieselová verze
První prototyp dieselové verze vznikl v roce 2017. Téhož roku byl vystaven na veletrzích Busworld 2017 a Czech Bus 2017, v následujícím roce se ukázal na veletrhu Bus Show Nitra 2018. Od dubna 2019 si ho zapůjčil dopravce Stenbus. Druhý prototyp dieselové verze s převodovkou Voith vznikl v roce 2019, zapůjčen byl dopravci ČSAD Střední Čechy. Pak byl prostřednictvím společnosti SOR Poland zapůjčen několika polským dopravcům.
Prvním dopravcem, který začal dieselové vozy NS 12 provozovat, se staly v říjnu 2019 Plzeňské městské dopravní podniky.

### Elektrická verze (elektrobus)
Prototyp elektrobusu SOR NS 12 electric byl představen na veletrhu v Hannoveru v září 2016. Téhož roku byl vystaven na pražském veletrhu Czech Bus 2016, poté si vůz pronajal Dopravní podnik hl. m. Prahy. Sériová výroba začala v roce 2017.

### Plynová verze (CNG)
Od roku 2020 se vyrábí i verze NSG 12 na stlačený zemní plyn (CNG). Prvních 15 kusů objednalo a od 24. července 2020 provozuje ČSAD Frýdek-Místek.

### Vodíková verze
V listopadu 2023 byl na veletrhu Czechbus v Praze představen prototyp elektrobusu NSF 12 s vodíkovým pohonem.

## Dodávky

### Autobus
| Současný stát | Město/dopravce                     | Článek | Roky dodávek     | Počet vozů | Evidenční čísla při dodání | Poznámky                                                        | Zdroj         |
| ------------- | ---------------------------------- | ------ | ---------------- | ---------- | -------------------------- | --------------------------------------------------------------- | ------------- |
| Česko         | Arriva autobusy (Třinec)           | článek | 2022             | 2          | 71-1111, 71-1112           | dopravce převzal též vozy od Arriva Morava č. 71-1101 – 71-1110 | [ 7 ]         |
| Česko         | Arriva Morava (Třinec)             | článek | 2021             | 10         | 71-1101 – 71-1110          |                                                                 | [ 8 ]         |
| Česko         | Brno                               | článek | 2020, 2022       | 51         | 7687–7737                  |                                                                 | [ 9 ]         |
| Česko         | ČSAD Frýdek-Místek (Frýdek-Místek) | článek | 2020             | 15         | 700–714                    | všechny ve verzi NSG 12                                         | [ 10 ]        |
| Česko         | ČSAD Havířov (Třinec)              | článek | 2021–2022        | 6          | 71-1151 – 71-1156          | subdodávka pro Arriva autobusy                                  | [ 11 ]        |
| Česko         | Hradec Králové                     | článek | 2022             | 6          |                            |                                                                 | [ 12 ]        |
| Česko         | Liberec                            | článek | 2020–2024        | 32         | 546–555, 722–743           | vozy 546–555 ve verzi NSG 12                                    | [ 13 ] [ 14 ] |
| Česko         | Most a Litvínov                    | článek | 2019–2021        | 13         | 54–59, 70–76               |                                                                 | [ 15 ]        |
| Česko         | Opava                              | článek | 2021             | 5          | 177–181                    | všechny ve verzi NSG 12                                         | [ 16 ]        |
| Česko         | Plzeň                              | článek | 2019, 2021       | 10         | 626–633, 636–637           |                                                                 | [ 17 ]        |
| Česko         | SOR Libchavy                       | ―      | 2017, 2019, 2021 | 4          | ―                          | prototyp, předváděcí vůz, jeden ve verzi NSG 12                 | [ 18 ]        |
| Česko         | Stenbus                            | ―      | 2019, 2021       | 8          | 1751–1756, 1758-1759       |                                                                 | [ 19 ]        |
| Česko         | Transdev Morava (Krnov)            | ―      | 2022             | 1          | 81-1001                    |                                                                 | [ 20 ]        |
| Slovensko     | Bratislava                         | článek | 2022             | 63         | 2501–2563                  |                                                                 | [ 21 ] [ 22 ] |
| Slovensko     | Košice                             |        | 2023             | 2          | 5802–5803                  | oba ve verzi NSG 12                                             |               |
| Slovensko     | Martin                             |        | 2024             | 4          |                            | všechny ve verzi NSG 12, objednáno 10 kusů                      |               |
| Slovensko     | SAD Prievidza (Prievidza)          |        | 2023             | 1          | ―                          |                                                                 |               |
| Slovensko     | TD Transport (Nitra)               |        | 2021             | 20         | 251–270                    |                                                                 | [ 23 ] [ 24 ] |
| Slovensko     | TD Transport (Trenčín)             |        | 2022             | 38         | 401–438                    | všechny ve verzi NSG 12                                         | [ 25 ] [ 26 ] |
| Slovensko     | SAD Zvolen (Zvolen)                |        | 2022             | 24         | ―                          |                                                                 | [ 27 ] [ 28 ] |

### Elektrobus
| Současný stát | Město                              | Článek | Roky dodávek     | Počet vozů | Evidenční čísla při dodání | Poznámky                                   | Zdroj         |
| ------------- | ---------------------------------- | ------ | ---------------- | ---------- | -------------------------- | ------------------------------------------ | ------------- |
| Česko         | ČSAD Frýdek-Místek (Frýdek-Místek) | článek | 2018             | 2          | 644, 645                   |                                            | [ 29 ]        |
| Česko         | ČSAD Havířov (Havířov)             | článek | 2018             | 3          | 265–267                    |                                            | [ 30 ]        |
| Česko         | ČSAD Karviná (Karviná)             | článek | 2018             | 1          | 443                        |                                            | [ 31 ]        |
| Česko         | Hradec Králové                     | článek | 2018             | 20         | 404–423                    |                                            | [ 32 ]        |
| Česko         | SOR Libchavy                       | ―      | 2016, 2017, 2019 | 3          | ―                          | prototypy a předváděcí vozy                | [ 33 ]        |
| Česko         | Olomouc                            | článek | 2018             | 1          | 501                        |                                            | [ 34 ]        |
| Rakousko      | Vídeň                              |        |                  | 10         |                            | všechny ve verzi NSF 12, objednáno 10 kusů | [ 35 ]        |
| Rumunsko      | RATBV Brașov (Brašov)              | článek | 2020–2021        | 60         | 2100–2122, 2133–2159       | objednáno 60 kusů                          | [ 37 ] [ 38 ] |
| Rumunsko      | SC Loctrans                        |        | 2022             | 8          |                            |                                            | [ 39 ]        |
| Rumunsko      | STP Alba lulia                     |        | 2021             | 13         |                            |                                            | [ 40 ]        |
| Rumunsko      | TCE Ploiesti (Ploješť)             |        | 2022             | 9          |                            |                                            | [ 41 ]        |
| Rumunsko      | Transurbis Zalău (Zalău)           |        | 2020             | 10         |                            |                                            | [ 42 ]        |
| Slovensko     | Bratislava                         | článek | 2017–2018        | 16         | 3001–3016                  |                                            | [ 43 ] [ 44 ] |